# Fila Brasileiro
Der Fila Brasileiro ist eine von der FCI (Nr. 225, Gr. 2, Sek. 2.1) anerkannte brasilianische Hunderasse.

## Herkunft und Geschichtliches
Die Verwandtschaft zum Bloodhound ist deutlich: langer Fang, faltige Haut und sehr gute Spursicherheit. Seine Vorfahren kamen mit den Portugiesen und Spaniern nach Südamerika. Diese führten schwere Doggen, Mastiffs und Bloodhounds mit sich, deren Nachkommen speziell auf den großen Farmen Brasiliens als Rindertreib-, Wach- und Spürhunde eingesetzt wurden.

## Beschreibung
Der Fila Brasileiro ist ein bis 75 cm großer und mächtiger Hund. Das Fell ist kurz, glatt, dicht anliegend, einfarbig oder gestromt, schwarze Maske kann, muss aber nicht sein. Weiße Abzeichen dürfen an den Pfoten, der Brust und an der Rutenspitze vorhanden sein. Die Ohren sind hängend, groß, dick, V–förmig und breit am Ansatz. Der Hals wirkt kurz und ist durch die lockere Kehlhaut (Wamme) gekennzeichnet. Ausgeschlossen sind die Fellfarben weiß, mausgrau, gefleckt mit kleinen oder großen Flecken, Black and tan und blau.

## Wesen
Der Fila ist ein sehr auf den Besitzer bezogener Hund und ein exzellenter Wachhund für Gebäude und Viehherden, arbeitet weitgehend selbstständig. Sein tiefes Bellen ist weithin hörbar und beinahe charakteristisch für den Fila. Auffällig bei dieser Rasse ist das rasche Reaktionsvermögen, das ihn als Jagdhund für Großwild kennzeichnet. Der Fila Brasileiro ist Fremden gegenüber misstrauisch und zeigt sich allgemein sehr selbstsicher. Seine Treue ist in Brasilien sprichwörtlich.

## Verwendung
Ursprünglich wurde er dafür genutzt, das Haus zu bewachen, aber auch um zu jagen. Daher hat er eine sehr feine Nase und zeigt auch heute noch Jagdverhalten. Heutzutage ist er eher ein Familienhund, der die Bewachung von Hab und Gut unaufgefordert übernimmt. Keinesfalls sollte er Schutzdienst absolvieren, da er generell starkes beschützendes Verhalten zeigt. Diese Eigenschaft sollte nicht gefördert werden.
Während der Kolonialzeit Brasiliens wurden Filas benutzt, um Mitglieder der indigenen Bevölkerung einzufangen, damit diese in den Zuckerrohr-Plantagen als Sklaven eingesetzt werden konnten, später wurden sie oft als Wachhunde in den Plantagen eingesetzt, um somit flüchtige schwarze Sklaven wieder einzufangen.

## Rassespezifische Gesetzgebung
In einigen Bundesländern Deutschlands wird der Fila als gefährlich eingestuft und in entsprechenden Rasselisten geführt.
In Österreich steht der Fila Brasileiro in zwei von drei listenführenden Bundesländern (Wien und Vorarlberg) auf der Rasseliste. Je nach Bundesland ist ein "Hundeführerschein" (Wien) oder eine Sondergenehmigung des Bürgermeisters (Vorarlberg) zur Haltung erforderlich.
In der Schweiz führen ihn neun der dreizehn Kantone mit Rasselisten auf ihren Listen, die Haltung ist in diesen Kantonen bewilligungspflichtig. In den Kantonen Genf und Wallis sind Zucht, Einfuhr und Haltung verboten. Auch in Dänemark gehört der Fila zu den Listenhunden.